# Енъювож
Енъювож (устар. Ень-Ю-Вож) — река в России, течет по территории Корткеросского района Республики Коми. Устье реки находится в 72 км по левому берегу реки Енъю на высоте 135 м над уровнем моря. Длина реки составляет 14 км.

## Данные водного реестра
По данным государственного водного реестра России относится к Двинско-Печорскому бассейновому округу, водохозяйственный участок реки — Вычегда от истока до города Сыктывкар, речной подбассейн реки — Вычегда. Речной бассейн реки — Северная Двина.
Код объекта в государственном водном реестре — 03020200112103000016620.